# Marta Florkiewicz-Borkowska
Marta Florkiewicz-Borkowska (ur. 26 lipca 1977 w Rydułtowach) – polska nauczycielka, trenerka edukacyjna, edukatorka w zakresie nowoczesnych rozwiązań w edukacji, a także dyplomowana arteterapeutka. Została nagrodzona tytułem Nauczyciela Roku 2017 w konkursie organizowanym przez "Głos Nauczycielski". Laureatka Nagrody im. I. Sendlerowej Za naprawianie świata za 2021 rok oraz laureatka Nagrody im. Janusza Korczaka w kategorii Liderzy Lokalni w II edycji w roku 2023.  

## Życiorys
Urodziła się w dzielnicy Wodzisławia Śląskiego – Rydułtowach. Uczy języka niemieckiego i zajęć rozwijających kreatywność w Szkole Podstawowej im. Karola Miarki w Pielgrzymowicach. Jest ekspertką Centrum Edukacji Obywatelskiej, trenerką w Fundacji Szkoła z Klasą w programie #AsyInternetu, trenerką w programach "Cybernauci" oraz "Mistrzowie Kodowania", a także mentorką w programie "Zaprogramuj Przyszłość" we współpracy ze Stowarzyszeniem Cyfrowy Dialog. Jest też autorką artykułów dotyczących wykorzystania nowoczesnych technologii w edukacji oraz zastosowania arteterapii w edukacji, a także zasobów edukacyjnych w rządowym programie "Cyfrowa Szkoła". Tworzy i publikuje scenariusze lekcji, szkolenia oraz artykuły dotyczące innowacyjnych metod nauczania i wykorzystywania technologii w procesie nauczania i uczenia się.  
Współpracuje z wieloma instytucjami edukacyjnymi i wydawnictwami. Jest współorganizatorką i współprowadzącą cykl webinarów "Superbelfrzy Nocą" oraz całodniowej konferencji online "EduMocOnline". Uczestniczka warsztatów doskonalących i programu Future Classroom Lab w Brukseli, prelegentka na konferencji  TEDxRawaRiver  w Katowicach. Jest jurorką i ekspertką w konkursie organizowanym przez wydawnictwo Nowa Era "Projektanci Edukacji".
W 2015 roku rozpoczęła realizację autorskiego innowacyjnego programu edukacyjno–rozwojowego z elementami artetarapii skierowanego do uczennic i uczniów ostatnich klas gimnazjum. O pilotażowej edycji opowiedziała w wystąpieniu na konferencji "Inspir@cje" organizowanej przez portal EduNews.
Od 2013 roku realizuje i koordynuje ogólnopolski uczniowski projekt "Pożeracze Smutków", w ramach którego uczennice szyją polarowe poduszkostwory, realizując jednocześnie akcje charytatywne. Prowadzi bloga "Deutschfun"  oraz "HandMade" dotyczącego zajęć rozwijających kreatywność. 
W 2021 roku nauczycielka została jedną ze stu Polek opisanych na kartach książki dla dzieci „Opowieści na dobranoc dla młodych buntowniczek”. Autorką polskiej edycji tego międzynarodowego bestsellera jest pisarka Sylwia Chutnik.  

## Nagrody i wyróżnienia
- Wyróżniona przez Wysokie Obcasy w gronie 50 Śmiałych Kobiet 2017 roku[18].
- Nauczyciel Roku 2017[2]
- W 2018 roku była nominowana w plebiscycie czytelników "Gazety Wyborczej" Ludzie Roku 2018 w kategorii "wzorowe sprawowanie"[19][20].
- We wrześniu 2019 roku bohaterka cyklu Autoportrety we wrześniowym numerze Magazynu “Vogue Polska”[21].
- W 2019 roku razem z Agatą Dziendziel była opiekunką kampanii społecznej "Słowa Krzywdzą". Ich uczniowie prowadzili akcje uświadamiające na temat hejtu w sieci. O kampanii było głośno nie tylko w Polsce - w listopadzie 2019 roku uczniowie z Pielgrzymowic zostali  zaproszeni do Rzymu na globalny szczyt dzieci „I can. Children’s global summit”, by tam zaprezentować swoje działania[22]. Ich akcja w 2020 roku została opisana w książce "Young Power. 30 historii o tym, jak młodzi zmieniają świat" autorstwa Justyny Sucheckiej[23].
- 11 grudnia 2021 podczas uroczystości wręczenia Nagrody im. I. Sendlerowej Za naprawianie świata, została ogłoszona główną laureatką XV edycji Konkursu[5].
- 18 maja 2023 roku w Muzeum Polin w Warszawie podczas uroczystości wręczania Nagrody im. Janusza Korczaka , została laureatką nagrody w kategorii Lokalni Liderzy. [6]